# Eurolliga de bàsquet femenina
|  | Aquest article tracta sobre la competició femenina. Si cerqueu la competició masculina, vegeu «Eurolliga de bàsquet». |

L'Eurolliga de bàsquet femenina (en anglès, FIBA EuroLeague Women), coneguda anteriorment com Copa d'Europa de clubs femenina entre 1958 i 1996, és una competició esportiva de clubs de bàsquet femenins europeus. De caràcter anual, és organitzada per FIBA Europa i se celebrà per primer cop la temporada 1958-59. La temporada 2019-20 la competició fou cancel·lada pel risc públic de contagi del COVID-19.
La competició ha estat dominada històricament pels club soviètics i de l'Europa de l'Est. Durant les primeres vint-i-cinc edicions, el Daugava Riga guanyà la Copa d'Europa en divuit ocasions, rècord absoluta del torneig. Durant aquest primer període destacà la rivalitat entre el club lituà i l'Spartak de Praga, que disputaren la final en cinc ocasions (1964, 1967, 1968, 1972, 1975). La dècada del 1980 significà la puixança dels clubs italians sobresortint l'Associazione Sportiva Vicenza que guanya sis títols (1983, 1985, 1986,1987, 1988). Cal destacar que el club italià fou l'únic equip que guanyà una final al Daugava Riga.

## Historial
| En negreta = Equip guanyador (1) = Nombre de campionats (prò.) = Pròrroga 1–1 = Resultat campió-subcampió Nota: Noms dels equips segons l'època |

| Edició                   | Temp.                    | Data                                                       | Campió                                                     | Resultat                                                   | Subcampió                                                  | Seu                                                        | refs                     |
| Copa d'Europa de bàsquet | Copa d'Europa de bàsquet | Copa d'Europa de bàsquet                                   | Copa d'Europa de bàsquet                                   | Copa d'Europa de bàsquet                                   | Copa d'Europa de bàsquet                                   | Copa d'Europa de bàsquet                                   | Copa d'Europa de bàsquet |
| ------------------------ | ------------------------ | ---------------------------------------------------------- | ---------------------------------------------------------- | ---------------------------------------------------------- | ---------------------------------------------------------- | ---------------------------------------------------------- | ------------------------ |
| I                        | 1958-59                  | N/D                                                        | Slavia Sofia (1)                                           | 63-40 / 44-34                                              | Dinamo de Moscou                                           | Sofia / Moscou                                             | [ 2 ]                    |
| II                       | 1959-60                  | N/D                                                        | Daugava Riga (1)                                           | 28-62 / 49-43                                              | Slavia Sofia                                               | Sofia / Riga                                               | [ 2 ]                    |
| III                      | 1960-61                  | N/D                                                        | Daugava Riga (2)                                           | 77-76 / 72-37                                              | Slovan Orbis Praga                                         | Praga / Riga                                               | [ 2 ]                    |
| IV                       | 1961-62                  | N/D                                                        | Daugava Riga (3)                                           | 55-38 / 44-48                                              | SK Leningrad                                               | Riga / Leningrad                                           | [ 2 ]                    |
| V                        | 1962-63                  | N/D                                                        | Slavia Sofia (2)                                           | 57-52 / 60-49                                              | Slovan Orbis Praga                                         | Praga / Sofia                                              | [ 2 ]                    |
| VI                       | 1963-64                  | N/D                                                        | Daugava Riga (4)                                           | 58-63 / 40-43                                              | Spartak Sokolovo Praga                                     | Praga / Riga                                               | [ 2 ]                    |
| VII                      | 1964-65                  | N/D                                                        | Daugava Riga (5)                                           | 49-31 / 62-52                                              | Slavia Sofia                                               | Riga / Sofia                                               | [ 2 ]                    |
| VIII                     | 1965-66                  | N/D                                                        | Daugava Riga (6)                                           | 62-39 / 56-73                                              | Slovan Orbis Praga                                         | Riga / Praga                                               | [ 2 ]                    |
| IX                       | 1966-67                  | N/D                                                        | Daugava Riga (7)                                           | 56-41 / 52-55                                              | Spartak CKD Praga                                          | Riga / Praga                                               |                          |
| X                        | 1967-68                  | N/D                                                        | Daugava Riga (8)                                           | 76-45 / 47-58                                              | Spartak CKD Praga                                          | Riga / Praga                                               |                          |
| XI                       | 1968-69                  | N/D                                                        | Daugava Riga (9)                                           | 62-48 / 57-82                                              | SC Chemie Halle                                            | Riga / Halle                                               |                          |
| XII                      | 1969-70                  | N/D                                                        | Daugava Riga (10)                                          | 61-45 / 42-59                                              | GTS Wisla Cracòvia                                         | Riga / Cracòvia                                            |                          |
| XIII                     | 1970-71                  | N/D                                                        | Daugava Riga (11)                                          | 59-72 / 62-56                                              | Clermont-Ferrand UC                                        | Clarmont d'Alvèrnia / Riga                                 |                          |
| XIV                      | 1971-72                  | N/D                                                        | Daugava Riga (12)                                          | 80-59 / 59-86                                              | Spartak CKD Praga                                          | Riga / Praga                                               |                          |
| XV                       | 1972-73                  | N/D                                                        | Daugava Riga (13)                                          | 44-64 / 83-60                                              | Clermont-Ferrand UC                                        | Clarmont d'Alvèrnia / Riga                                 |                          |
| XVI                      | 1973-74                  | N/D                                                        | Daugava Riga (14)                                          | 96-67 / 53-69                                              | Clermont-Ferrand UC                                        | Riga / Clarmont d'Alvèrnia                                 |                          |
| XVII                     | 1974-75                  | N/D                                                        | Daugava Riga (15)                                          | 87-59 / 56-72                                              | Spartak CKD Praga                                          | Riga / Praga                                               | [ 3 ]                    |
| XVIII                    | 1975-76                  | N/D                                                        | Spartak CKD Praga (1)                                      | 58-55 / 77-57                                              | Clermont-Ferrand UC                                        | Clarmont d'Alvèrnia / Praga                                |                          |
| XIX                      | 1976-77                  | 30-03-1977                                                 | Daugava Riga (16)                                          | 79–53                                                      | Clermont-Ferrand UC                                        | Barcelona                                                  | [ 4 ]                    |
| XX                       | 1977-78                  |                                                            | GEAS San Giovanni (1)                                      | 74–66                                                      | Spartak CKD Praga                                          | Niça                                                       | [ 5 ]                    |
| XXI                      | 1978-79                  |                                                            | Estrella Roja Belgrad (1)                                  | 97–62                                                      | BSE ESMA                                                   | La Corunya                                                 | [ 6 ]                    |
| XXII                     | 1979-80                  | 20-03-1980                                                 | Sisport FIAT Torí (1)                                      | 75–66                                                      | Mineur Pernik                                              | Wittenheim                                                 | [ 7 ]                    |
| XXIII                    | 1980-81                  | 18-03-1981                                                 | Daugava Riga (17)                                          | 83–65                                                      | Estrella Roja Belgrad                                      | Saint-Nazaire                                              | [ 8 ]                    |
| XXIV                     | 1981-82                  | 25-03-1982                                                 | Daugava Riga (18)                                          | 78–56                                                      | Mineur Pernik                                              | Colònia                                                    | [ 9 ]                    |
| XXV                      | 1982-83                  | 17-03-1983                                                 | AS Vicenza (1)                                             | 76–67                                                      | DJK Agon 08                                                | Venècia                                                    | [ 10 ]                   |
| XXVI                     | 1983-84                  | 08-03-1984                                                 | Levski Spartak (1)                                         | 82–77                                                      | AS Vicenza                                                 | Budapest                                                   | [ 11 ]                   |
| XXVII                    | 1984-85                  |                                                            | AS Vicenza (2)                                             | 63–55                                                      | Daugava Riga                                               | Viterbo                                                    | [ 12 ]                   |
| XXVIII                   | 1985-86                  | 20-03-1986                                                 | AS Vicenza (3)                                             | 71–57                                                      | DJK Agon 08                                                | Milà                                                       | [ 13 ]                   |
| XXIX                     | 1986-87                  | 12-03-1987                                                 | AS Vicenza (4)                                             | 86–73                                                      | Dynamo Novosibirsk                                         | Tessalònica                                                | [ 14 ]                   |
| XXX                      | 1987-88                  | 23-03-1988                                                 | AS Vicenza (5)                                             | 70–64                                                      | Dynamo Novosibirsk                                         | Düsseldorf                                                 | [ 15 ]                   |
| XXXI                     | 1988-89                  | 22-03-1989                                                 | KK Jedinstvo Aida (1)                                      | 74–70                                                      | AS Vicenza                                                 | Florència                                                  | [ 16 ]                   |
| XXXII                    | 1989-90                  | 29-03-1990                                                 | GS Trogylos Enichem (1)                                    | 86–71                                                      | CSKA Moscou                                                | Cesena                                                     |                          |
| XXXIII                   | 1990-91                  | 11-04-1991                                                 | Unicar Cesena (1)                                          | 84–66                                                      | Arvika Basket                                              | Palau Blaugrana, Barcelona                                 | [ 17 ]                   |
| XXXIV                    | 1991-92                  | 26-03-1992                                                 | Dorna Godella (1)                                          | 66–56                                                      | Dynamo de Kíiv                                             | Bari                                                       | [ 18 ]                   |
| XXXV                     | 1992-93                  | 25-03-1993                                                 | Dorna Godella (2)                                          | 66–58 (prò.)                                               | Pool Comense                                               | Llíria                                                     | [ 19 ]                   |
| XXXVI                    | 1993-94                  | 31-03-1994                                                 | Pool Comense (1)                                           | 79–68                                                      | Dorna Godella                                              | Poznań                                                     | [ 20 ]                   |
| XXXVII                   | 1994-95                  | 23-03-1995                                                 | Pool Comense (2)                                           | 64–57                                                      | Dorna Godella                                              | Cantù                                                      | [ 21 ]                   |
| XXXVIII                  | 1995-96                  | 21-03-1996                                                 | GoldZac Wuppertal (1)                                      | 76–62                                                      | Pool Comense                                               | Sofia                                                      |                          |
| Eurolliga de bàsquet     |                          |                                                            |                                                            |                                                            |                                                            |                                                            |                          |
| XXXIX                    | 1996-97                  | 10-04-1997                                                 | CJM Bourges (1)                                            | 71–52                                                      | GoldZac Wuppertal                                          | Larisa                                                     |                          |
| XL                       | 1997-98                  | 09-04-1998                                                 | CJM Bourges (2)                                            | 76–64                                                      | Pool Getafe                                                | Bourges                                                    | [ 22 ]                   |
| XLI                      | 1998-99                  | 08-04-1999                                                 | SCP Ružomberok (1)                                         | 63–48                                                      | Pool Comense                                               | Brno                                                       |                          |
| XLII                     | 1999-00                  | 06-04-2000                                                 | SCP Ružomberok (2)                                         | 67–64 (prò.)                                               | CJM Bourges                                                | Ružomberok                                                 |                          |
| XLIII                    | 2000-01                  | 22-04-2001                                                 | CJM Bourges (3)                                            | 73–71                                                      | USV Olympic                                                | Messina                                                    |                          |
| XLIV                     | 2001-02                  | 28-04-2002                                                 | USV Olympic (1)                                            | 78–72                                                      | Lotos Gdynia                                               | Liévin                                                     |                          |
| XLV                      | 2002-03                  | 13-04-2003                                                 | UMMC Iekaterinburg (1)                                     | 82–80                                                      | USV Olympic                                                | Bourges                                                    |                          |
| XLVI                     | 2003-04                  | 18-04-2004                                                 | USV Olympic (2)                                            | 93–69                                                      | Lotos Gdynia                                               | Pécs                                                       | [ 23 ]                   |
| XLVII                    | 2004-05                  | 24-04-2005                                                 | CSKA Moscou (1)                                            | 69–66                                                      | Gambrinus Brno                                             | Samara                                                     |                          |
| XLVIII                   | 2005-06                  | 02-04-2006                                                 | Gambrinus Brno (1)                                         | 68–54                                                      | CSKA Moscou                                                | Mestska Sportovni Hala, Brno                               | [ 24 ]                   |
| XLIX                     | 2006-07                  | 01-04-2007                                                 | Spartak de Moscou (1)                                      | 76–62                                                      | Ros Casares                                                | Centre d'Esports de Vídnoie                                | [ 25 ]                   |
| L                        | 2007-08                  | 13-04-2008                                                 | Spartak de Moscou (2)                                      | 75–60                                                      | Gambrinus Brno                                             | Mestska Sportovni Hala, Brno                               | [ 26 ]                   |
| LI                       | 2008-09                  | 05-04-2009                                                 | Spartak de Moscou (3)                                      | 85–70                                                      | Halcón Avenida                                             | Pavelló Sanchez Paraiso, Salamanca                         | [ 27 ]                   |
| LII                      | 2009-10                  | 11-04-2010                                                 | Spartak de Moscou (4)                                      | 87–80                                                      | Ros Casares                                                | Pavelló Font de Sant Lluís, València                       | [ 28 ]                   |
| LIII                     | 2010-11                  | 10-04-2011                                                 | Halcón Avenida (1)                                         | 68–59                                                      | ŽBK Vidnoe                                                 | Palau d'Esports Uralochka, Iekaterinburg                   | [ 29 ]                   |
| LIV                      | 2011-12                  | 01-04-2012                                                 | Ros Casares (1)                                            | 65–52                                                      | Rivas Ecópolis                                             | Abdi İpekçi Arena, Istanbul                                | [ 30 ]                   |
| LV                       | 2012-13                  | 24-03-2013                                                 | UMMC Iekaterinburg (2)                                     | 82–56                                                      | Fenerbahçe SK                                              | DIVS Sport Hall, Iekaterinburg                             |                          |
| LVI                      | 2013-14                  | 13-04-2014                                                 | Galatasaray SK (1)                                         | 69–58                                                      | Fenerbahçe SK                                              | DIVS Sport Hall, Iekaterinburg                             |                          |
| LVII                     | 2014-15                  | 12-04-2015                                                 | ZVVZ USK Praga (1)                                         | 72–68                                                      | UMMC Iekaterinburg                                         | Sportovni Hala Kralovka, Praga                             | [ 31 ]                   |
| LVIII                    | 2015-16                  | 17-04-2016                                                 | UMMC Iekaterinburg (3)                                     | 72–69                                                      | Nadezhda Orenburg                                          | Fenerbahce Ulker Arena, Istanbul                           | [ 32 ]                   |
| LIX                      | 2016-17                  | 16-04-2017                                                 | Dynamo Kursk (1)                                           | 77–63                                                      | Fenerbahçe SK                                              | DIVS Sport Hall, Iekaterinburg                             | [ 33 ]                   |
| LX                       | 2017-18                  | 22-04-2018                                                 | UMMC Iekaterinburg (4)                                     | 72–53                                                      | Sopron Basket                                              | Aréna Sopron, Sopron                                       | [ 34 ]                   |
| LXI                      | 2018-19                  | 14-04-2019                                                 | UMMC Iekaterinburg (5)                                     | 91–67                                                      | Dynamo Kursk                                               | Aréna Sopron, Sopron                                       | [ 35 ]                   |
| LXII                     | 2019-20                  | Edició cancel·lada pel risc públic de contagi del COVID-19 | Edició cancel·lada pel risc públic de contagi del COVID-19 | Edició cancel·lada pel risc públic de contagi del COVID-19 | Edició cancel·lada pel risc públic de contagi del COVID-19 | Edició cancel·lada pel risc públic de contagi del COVID-19 | [ 1 ]                    |
| LXIII                    | 2020-21                  | 18-04-2021                                                 | UMMC Iekaterinburg (6)                                     | 78–68                                                      | Perfumerías Avenida                                        | Volkswagen Arena, Istambul                                 | [ 36 ]                   |
| LXIV                     | 2021-22                  | 10-04-2022                                                 | Sopron Basket (1)                                          | 60–55                                                      | Fenerbahçe SK                                              | Ülker Sports and Event Hall, Istambul                      |                          |
| LXV                      | 2022-23                  | 27-04-2023                                                 | Fenerbahçe SK (1)                                          | 99–60                                                      | ÇBK Mersin Yenişehir                                       | Královka Arena, Praga                                      |                          |
| LXVI                     | 2023-24                  | 14-04-2023                                                 | Fenerbahçe SK (2)                                          | 106–73                                                     | Villeneuve d’Ascq                                          | Servet Tazegul Arena, Mersin                               | [ 37 ]                   |

## Palmarés

### Per club
| Club                          | Campió | Subcampió | Finals | Anys campió | Anys subcampió                                      |
| ----------------------------- | ------ | --------- | ------ | --- | --------------------------------------------------- |
| TTT Riga                      | 18     | 1         | 19     | 1959-60, 1960-61, 1961-62, 1963-64, 1964-65, 1965-66, 1966-67, 1967-68, 1968-69, 1966-70, 1970-71, 1971-72, 1972-73, 1973-74, 1974-75, 1976-77, 1980-81, 1981-82 | 1984-85                                             |
| UMMC Iekaterinburg            | 6      | 1         | 7      | 2002-03, 2012-13, 2015-16, 2017-18, 2018-19, 2020-21 | 2014-15                                             |
| Associazione Sportiva Vicenza | 5      | 2         | 7      | 1982-83, 1984-85, 1985-86,1986-87, 1987-88 | 1983-84, 1988-89                                    |
| Spartak de Moscou             | 4      | 1         | 5      | 2006-07, 2007-08, 2008-09, 2009-10 | 2010-11                                             |
| Tango Bourges Basket          | 3      | 1         | 4      | 1996-97, 1997-98, 2000-01 | 1999-00                                             |
| Fenerbahçe SK                 | 2      | 4         | 6      | 2022-23, 2023-24 | 2012-13, 2013-14, 2016-17, 2021-22                  |
| ASDG Comense 1872             | 2      | 3         | 5      | 1993-94, 1994-95 | 1992-93, 1995-96, 1998-99                           |
| Slavia Sòfia                  | 2      | 2         | 4      | 1958-59, 1962-63 | 1959-60, 1964-65                                    |
| Club Bàsquet Godella          | 2      | 2         | 4      | 1991-92, 1992-93 | 1993-94, 1994-95                                    |
| US Valenciennes Olympic       | 2      | 2         | 4      | 2001-02, 2003-04 | 2000-01, 2002-03                                    |
| SCP Ružomberok                | 2      | 0         | 2      | 1998-99, 1999-00 | –                                                   |
| Spartak Praga                 | 1      | 6         | 7      | 1975-76 | 1963-64, 1966-67, 1967-68, 1971-72,1974-75, 1977-78 |
| CSKA Moscou                   | 1      | 2         | 3      | 2004-05 | 1989-90, 2005-06                                    |
| Gambrinus Brno                | 1      | 2         | 3      | 2005-06 | 2004-05, 2007-08                                    |
| Ros Casares València          | 1      | 2         | 3      | 2011-12 | 2006-07, 2009-10                                    |
| Club Baloncesto Avenida       | 1      | 2         | 3      | 2010-11 | 2008-09, 2020-21                                    |
| GoldZac Wuppertal             | 1      | 1         | 2      | 1995-96 | 1996-97                                             |
| ŽKK Estrella Roja             | 1      | 1         | 2      | 1978-79 | 1980-81                                             |
| Dynamo Kursk                  | 1      | 1         | 2      | 2016-17 | 2018-19                                             |
| Sopron Basket                 | 1      | 1         | 2      | 2021-22 | 2017-18                                             |
| GEAS San Giovanni             | 1      | 0         | 1      | 1977-78 | –                                                   |
| Sisport FIAT Torí             | 1      | 0         | 1      | 1979-80 | –                                                   |
| Levski Spartak                | 1      | 0         | 1      | 1983-84 | –                                                   |
| KK Jedinstvo Aida             | 1      | 0         | 1      | 1988-89 | –                                                   |
| GS Trogylos Enichem           | 1      | 0         | 1      | 1989-90 | –                                                   |
| Unicar Cesena                 | 1      | 0         | 1      | 1990-91 | –                                                   |
| Galatasaray SK                | 1      | 0         | 1      | 2013-14 | –                                                   |
| USK Praga                     | 1      | 0         | 1      | 2014-15 | –                                                   |
| Clermont-Ferrand UC           | 0      | 5         | 5      | – | 1970-71, 1972-73, 1973-74, 1975-76, 1976-77         |
| Slovian Orbis Praga           | 0      | 3         | 3      | – | 1960-61, 1962-63, 1965-66                           |
| Mineur Pernik                 | 0      | 2         | 2      | – | 1979-80, 1981-82                                    |
| DJK Agon 08                   | 0      | 2         | 2      | – | 1982-83, 1987-86                                    |
| Dynamo Novosibirsk            | 0      | 2         | 0      | – | 1986-87, 1987-88                                    |
| Lotos Gdynia                  | 0      | 2         | 0      | – | 2001-02, 2003-04                                    |
| Dynamo de Moscou              | 0      | 1         | 1      | – | 1958-59                                             |
| SK Leningrad                  | 0      | 1         | 1      | – | 1961-62                                             |
| Chemie Halle                  | 0      | 1         | 1      | – | 1968-69                                             |
| GTS Wisla Cracòvia            | 0      | 1         | 1      | – | 1969-70                                             |
| BSE ESMA                      | 0      | 1         | 1      | – | 1978-79                                             |
| Arvika Basket                 | 0      | 1         | 1      | – | 1990-91                                             |
| Dynamo de Kíiv                | 0      | 1         | 1      | – | 1991-92                                             |
| Pool Getafe                   | 0      | 1         | 1      | – | 1997-98                                             |
| Rivas Ecópolis                | 0      | 1         | 1      | – | 2011-12                                             |
| Nadezhda Orenburg             | 0      | 1         | 1      | – | 2015-16                                             |

### Per jugadora
| Nota: S'inclouen les jugadores amb cinc o més títols |

| #  | Jugadora                         | Títols                                                           | Total | refs.  |
| -- | -------------------------------- | ---------------------------------------------------------------- | ----- | ------ |
| 1  | Skaidrīte Smildziņa-Budovska     | 1960, 1961, 1962, 1964, 1965, 1966, 1967, 1968, 1969, 1971, 1972 | 11    |        |
| 1  | Dzintra Grundmane                | 1964, 1965, 1966, 1967, 1968, 1969, 1971, 1972, 1973, 1974, 1975 | 11    |        |
| 1  | Tamara Karklina-Hendele          | 1965, 1966, 1967, 1968, 1970, 1971, 1972, 1973, 1974, 1975, 1977 | 11    |        |
| 1  | Uliana Semiónova                 | 1968, 1969, 1970, 1971, 1972, 1973, 1974, 1975, 1977, 1981, 1982 | 11    |        |
| 5  | Marita Bikse                     | 1967, 1968, 1969, 1970, 1971, 1972, 1973, 1974, 1975, 1977       | 10    |        |
| 5  | Maija Saleniece-Silina           | 1969. 1970. 1971, 1972, 1973, 1974, 1975, 1977, 1981, 1982       | 10    |        |
| 7  | Silvija Ravdone-Krodere          | 1960, 1961, 1962, 1964, 1965, 1966, 1967, 1968, 1969             | 9     |        |
| 7  | Ingrīa Bergvalde-Ose             | 1965, 1966, 1967, 1968, 1969, 1971, 1972, 1973, 1974             | 9     |        |
| 7  | Inta Pliuna-Pane                 | 1969, 1970, 1972, 1973, 1974, 1975, 1977, 1981, 1982             | 9     |        |
| 10 | Māra Žvigule-Bogdanoviča-Kampus  | 1966, 1967, 1968, 1969, 1971, 1972, 1973, 1974                   | 8     |        |
| 11 | Sarmite Karina Martinova-Volbete | 1960, 1961, 1962, 1964, 1965, 1966, 1967                         | 7     |        |
| 11 | Ingrīda Strupoviča-Blūma-Bulavko | 1960, 1961, 1962, 1964, 1965, 1967, 1968                         | 7     |        |
| 11 | Arija Rimbeniece                 | 1961, 1962, 1964, 1965, 1966, 1967, 1968                         | 7     |        |
| 11 | Silvija Skulme                   | 1969, 1970, 1971, 1972, 1973, 1975, 1977                         | 7     |        |
| 11 | Maiga Saleniece-Skapane          | 1970, 1971, 1972, 1973, 1974, 1975, 1977                         | 7     |        |
| 11 | Catarina Pollini                 | 1983, 1985, 1986, 1987, 1988, 1991, 1995                         | 7     |        |
| 11 | Mara Fullin                      | 1983, 1985, 1986, 1987, 1988, 1994, 1995                         | 7     |        |
| 11 | Stefania Passaro                 | 1983, 1985, 1986, 1987, 1988, 1994, 1995                         | 7     |        |
| 19 | Zanda Grave                      | 1965, 1966, 1967, 1968, 1970, 1971                               | 6     |        |
| 19 | Lilita Svarinska-Bergvalde       | 1970, 1971, 1972, 1973, 1974, 1975                               | 6     |        |
| 19 | Lidia Gorlin                     | 1980, 1983 1985, 1986, 1987, 1988                                | 6     |        |
| 19 | Diana Taurasi                    | 2007, 2008, 2009, 2010, 2013, 2016                               | 6     | [ 38 ] |
| 19 | Natalia Vieru                    | 2008, 2009, 2010, 2016, 2018, 2019                               | 6     | [ 38 ] |
| 19 | Alba Torrens                     | 2011, 2014, 2016, 2018, 2019, 2021                               | 6     | [ 38 ] |
| 19 | Emma Meesseman                   | 2016, 2018, 2019, 2021, 2023, 2024                               | 6     | [ 38 ] |
| 26 | Jolanta Kalnina-Altberga         | 1960, 1961, 1962, 1964, 1965                                     | 5     |        |
| 26 | Ināra Pirtnieka-Apse             | 1960, 1961, 1962, 1964, 1965                                     | 5     |        |
| 26 | Helena Bitnere-Hehta             | 1960, 1961, 1962, 1964, 1965                                     | 5     |        |
| 26 | Maiga Traukmane-Graudina,        | 1960, 1961, 1962, 1964, 1965                                     | 5     |        |
| 26 | Jolanta Kalnina-Altberga         | 1960, 1961, 1962, 1964, 1965                                     | 5     |        |
| 26 | Tatjana Lupova                   | 1970, 1971, 1972, 1973, 1974                                     | 5     |        |
| 26 | Valentina Peruzzo                | 1983, 1985, 1986, 1987, 1988                                     | 5     |        |
| 26 | Razija Mujanović                 | 1989, 1992, 1993, 1994, 1995                                     | 5     |        |
| 26 | Irina Osipova                    | 2003, 2007, 2008, 2009, 2010                                     | 5     | [ 38 ] |
| 26 | Sue Bird                         | 2007, 2008, 2009, 2010, 2013                                     | 5     | [ 38 ] |